# Ракеты из России (группа)
«Ракеты из России» — московская панк-рок-супергруппа, существовавшая в 2010-2019 годах и состоявшая из музыкантов «Тараканы!» и НАИВ. Название, возможно, является «ответом» альбому группы The Ramones Rocket to Russia.

## Состав
Последний состав:
- Дмитрий Спирин — гитара, вокал
- Николай Богданов — бас-гитара, вокал
- Василий Лопатин — гитара, вокал
- Алексей Кузнецов — барабаны

## Rock 'n' Roll Radio Allnighter
«Ракеты из России» являются кавер-группой открывающей еженедельные ночные рок-дискотеки Rock 'n' Roll Radio Allnighter от DJ Spirin, исполняющая мировые рок-хиты разных лет: от Литл Ричарда, Элвиса Пресли, The Beatles и The Rolling Stones через Jefferson Airplane, Smokie, Kiss и Sex Pistols до The Cure, Green Day, The Offspring и Nirvana. Первый концерт состоялся 10 декабря 2010 года в клубе «Точка».
12 сентября 2011 года был представлен трек Rock 'n' Roll Radio Allnighter Megamix — попурри из песен, которые группа «Ракеты из России» играет на своих концертах.

## Отцы и Deadы
26 июля 2011 года было объявлено о начале проекта под названием «Отцы и Deadы: Песни золотого подполья». По задумке музыкантов в него должны войти кавер-версии песен с первых альбомов членов Московской рок-лаборатории конца 80-х, начала 90-х: «Ва-БанкЪ», Э.С.Т., «Матросская тишина», «Ногу свело!», «Монгол Шуудан», «Пого», НАИВ и других.

Одна из главных целей этого проекта — показать современным поклонникам рока, что 20 лет назад в московских подвалах сочиняли крутые, позитивные, мощные песни, вполне в духе западной рок-музыки. Что в то время были не только питерская заумь и сибирский мрак.— Дмитрий Спирин

### Часть 1
Первым синглом стала песня «На даче» группы «Ва-БанкЪ» с альбома 1991 года «Выпей за меня!!». Интернет-презентация песни состоялась 28 июля 2011 года на сайте Lenta.ru. Радиопремьера прошла 29 июля 2011 года в хит-параде «Нашего радио» «Чартова дюжина».

«На даче» — одна из первых песен «Ва-Банка», которую мы вообще услышали. В 1991 году она звучала совсем по-другому, нежели та музыка, которая котировалась в тогдашнем андеграунде. Она не грузила смыслами, она не была натужной и заумной. Она была про простые радости, она была весёлой и бодрой. Она как бы обещала лёгкую и ненапряжную жизнь. Именно песни с таким настроением нам и самим хотелось играть. Теперь, через 20 лет, мы решили сделать рокабильный куплет и поменять тональность — сделать её посветлее и звонче, нежели оригинал «Ва-Банка». Спасибо Саше Скляру, он нашу версию одобрил.— Дмитрий Спирин
Летом на песню был снят видеоклип, премьера которого прошла 24 октября 2011 года на сайте Lenta.ru.
Вторым радиосинглом стала песня «Воля и разум» группы «Ария» с альбома 1986 года «С кем ты?». 28 сентября 2011 года она дебютировала в программе Кати Сундуковой и Люды Стрельцовой «Вторая смена», а затем 15 октября 2011 года попала в «Чартову дюжину».

### Часть 2
Третьим радиосинглом стала песня «Как жаль» группы «Браво» с альбома 1993 года «Московский бит».

Вообще-то, принявшись за реализацию проекта «Отцы и Deadы», «Ракеты из России» планировали делать песни московских андеграундных групп из середины-конца 1980-х или начала 1990-х годов. Исходя из этой концепции, нам было бы правильнее сделать какой-либо трек из наследия «Браво», когда в группе блистала Жанна Агузарова. Стало понятно, что мы просто не сдюжим сделать яркий кавер на любую песню, вошедшую в память народную, со столь звонким, чистым, сильным и запоминающимся женским вокалом. Зато песня, исполнявшаяся Валерием Сюткиным в бытность его «стилягой из Москвы», нам подошла как нельзя лучше.

Пять или шесть, а может быть семь лет назад я оказался приглашённым гостем на трибьют альбома группы «Браво» «Звёздный каталог», где «Браво» делали свои собственные кавер-версии, но с приглашённым певцами из разных групп. И мной как раз была выбрана одна из моих любимых песен «Как жаль». Вот и получается, что «Ракеты» сделали двойной кавер — на песню «Браво» и на кавер группы «Браво» со мной как с вокалистом на ту же самую песню».— Дмитрий Спирин

### Часть 3
По словам Дмитрия Спирина, третья часть — последняя в серии «Отцы и Deadы: Песни золотого подполья». Средства на её запись были собраны с помощью фэнов группы, путём краудфандинга.
4 февраля 2013 года впервые прозвучала на радио кавер-версия песни «Бумажные цветы» группы «Звуки Му». 28 февраля 2013 года все три песни с нового сингла были представлены в рамках акустического радиоконцерта в программе «Вторая смена».
29 апреля 2013 года на сайте Lenta.ru состоялась интернет-презентация песни «Бумажные цветы» группы «Звуки Му».

Кавер-версия песни «Бумажные цветы» группы «Звуки Му» была сделана не случайно. Во-первых, без этой группы действительно невозможно представить себе тот музыкальный срез, который изучался «Ракетами» на всех трёх частях проекта «Отцы и Deadы». Во-вторых, концерт группы «Мамонов и Алексей» в театре сада «Эрмитаж» то ли в 1988-м, то ли в 1989-м году стал одним из настоящих, взрослых андеграундных концертов, посещённых мной. В-третьих, песни «Звуков Му» практически невозможно подвергнуть переработке, настолько они самобытны и зачастую очень далеки от того, что мы называем традиционным роком.— Дмитрий Спирин

## Дискография

### Онлайн-синглы
- 2011: «Отцы и Deadы: Часть 1»

1. «Воля и разум» («Ария»)
2. «На даче («Ва-Банкъ»)
3. «Всё равно меня не любит никто» (НАИВ)

- 2012: «Отцы и Deadы: Часть 2»

1. «Как жаль» («Браво»)
2. «Проклятая Алиса» (Э.С.Т.)
3. «Давай!» («Мистер Твистер»)

- 2013: «Отцы и Deadы: Часть 3»

1. «Стена» («Чёрный Обелиск»)
2. «На заре» («Альянс»)
3. «Бумажные цветы («Звуки Му»)

### Сборники
- 2014: Lyapis Crew: ТРУбьют Vol. 3

## Позиции в хит-парадах
| Название песни | Дата эфира      | Радиостанция | Хит-парад      | Место    |
| -------------- | --------------- | ------------ | -------------- | -------- |
| На даче        | 29 июля 2011    | Наше радио   | Чартова дюжина | 12       |
| На даче        | 5 августа 2011  | Наше радио   | Чартова дюжина | 13       |
| На даче        | 12 августа 2011 | Наше радио   | Чартова дюжина | 12       |
| На даче        | 19 августа 2011 | Наше радио   | Чартова дюжина | 10       |
| Воля и разум   | 15 октября 2011 | Наше радио   | Чартова дюжина | 12       |
| Как жаль       | 10 февраля 2012 | Наше радио   | Чартова дюжина | премьера |

## Видеография
- 2011 — Rock 'n' Roll Radio Allnighter Megamix[6]
- 2011 — «На даче»[7]
- 2012 — «Всё равно никто не любит меня»[8]
- 2016 — Rock 'n' Roll Radio Allnighter Megamix #2[9]
- 2019 — Rock 'n' Roll Radio Allnighter Megamix #3[10]